# Germaine Aussey
 (janvier 2024).
Si vous disposez d'ouvrages ou d'articles de référence ou si vous connaissez des sites web de qualité traitant du thème abordé ici, merci de compléter l'article en donnant les références utiles à sa vérifiabilité et en les liant à la section « Notes et références ».
Germaine Adrienne Agassis dite Germaine Aussey, née  le 18 décembre 1909 à Paris (17e) et morte le 15 mars 1979 à Genève, est une actrice française.

## Biographie
Issue de parents de condition modeste, rien ne prédestinait la jeune Germaine à faire carrière au cinéma, même devenu sonore depuis peu. Mannequin chez Hermès, c'est Edmond T. Gréville qui l'engage pour son premier rôle. Puis c'est une trentaine de films en une décennie de carrière (1931 - 1940). Elle tourne avec René Clair, Julien Duvivier, Paul Fejos, Jean Grémillon, Marc Allégret, Sacha Guitry, etc.
À 31 ans, elle s'envole pour Philadelphie où l'attend John Ringling North, le patron de Barnum, qu'elle a rencontré le Noël précédent chez Maxim's à Paris. Ils divorceront trois ans après, tout en gardant de bonnes relations. Elle se remarie en 1945 avec Louis Walker, un courtier en bourse américain. Elle donnera naissance à deux filles, Elizabeth et Patricia.

## Filmographie
- 1931 : Le Train des suicidés d'Edmond T. Gréville
- 1931 : Circulez ! de Jean de Limur : Lucie Boissonade
- 1931 : À nous la liberté de René Clair : Maud, la femme de Louis
- 1932 : Allô Berlin ? Ici Paris ! de Julien Duvivier : Annette
- 1932 : Rouletabille aviateur d'Istvan Szekely
- 1932 : Marie, légende hongroise de Paul Fejos : La fille blonde
- 1933 : Son Altesse Impériale de Victor Janson et Jean-Bernard Derosne : La princesse Dorothéa
- 1933 : L'Accordeur ou Gonzague (court métrage) de Jean Grémillon
- 1933 : Bach millionnaire de Henry Wulschleger : Louise de Sandray
- 1933 : L'Amour qu'il faut aux femmes d'Adolphe Trotz : Le deuxième couple
- 1933 : Un certain monsieur Grant de Gerhard Lamprecht et Roger Le Bon
- 1934 : Les Filles de la concierge de Jacques Tourneur : Ginette Leclerc
- 1935 : Jonny, haute-couture de Serge de Poligny : La vedette
- 1935 : Mademoiselle Lucie (court métrage)
- 1935 : Mademoiselle Lucile comtesse (court métrage)
- 1935 : Joli Monde de René Le Hénaff : Édith
- 1935 : Le Comte Obligado de Léon Mathot : Xavière de Miranda
- 1935 : Princesse Tam Tam de Edmond T. Gréville : Lucie de Mirecourt
- 1935 : Parlez-moi d'amour de René Guissart : Jeannine de Rocheterre
- 1936 : Les Jumeaux de Brighton de Claude Heymann : Nancy Le Bail
- 1936 : Beloved Impostor  de Victor Hanbury : La Lumière
- 1936 : La Vie parisienne de Robert Siodmak : Simone
- 1936 : Le Golem de Julien Duvivier : Comtesse Strada
- 1936 : Aventure à Paris de Marc Allégret : Lili
- 1937 : La Griffe du hasard de René Pujol
- 1937 : Vous n'avez rien à déclarer ? de Léo Joannon : Évelyne
- 1937 : Les Perles de la couronne de Sacha Guitry : Gabrielle d'Estrées
- 1938 : Mon oncle et mon curé de Pierre Caron : Blanche de Pavol
- 1939 : L'Intrigante d'Émile Couzinet
- 1940 : Plus fort que l'amour (Oltre l'amore) de Carmine Gallone : Maria Talleschi
- 1941 : Idillio a Budapest de Giorgio Ansoldi et Gabriele Varriale : Rosy